# 2019年孕妇泰国坠崖案
2019年孕妇泰国坠崖案是一起发生在2019年泰国乌汶帕登国家公园的有预谋杀人案。凶手俞晓冬与被害者王暖暖（化名）是夫妻，来自中华人民共和国江苏省，居住在泰国，妻子还怀有身孕。6月9日上午，夫妻在帕登国家公园游玩，其间孕妇从34米高的悬崖上坠落，后被一名泰国游客发现，伤势严重，当即送医治疗。其丈夫俞晓冬尾随至医院并威胁其妻子不许说出实情。在医院中，被害者最终找到机会向医院和警方报案，凶手随即被逮捕。
2020年3月24日，泰国法院一审判决俞晓冬无期徒刑，附带民事赔偿520万泰铢，俞晓冬当庭上诉。
2021年5月26日二审，法官认为俞晓冬不构成蓄意杀人罪，改判有期徒刑十年。
2023年6月2日三审，泰国皇家法院认定俞晓冬蓄意杀人未遂，判处死刑的2/3处罚即终身监禁；又因审理时俞晓冬配合查清事实，予以减刑，最终量刑为有期徒刑33年零4个月。此外民事部分调整了法定利息。
2023年9月，王暖暖向法院提起诉讼离婚。
2024年4月20日，王暖暖再次来到帕登国家公园拥抱并感谢了一名工作人员。